# Maurice McLoughlin
Maurice Evans McLoughlin (Carson City, 7 de janeiro de 1890 - Hermosa Beach, 10 de dezembro de 1957) foi um tenista norte-americano, com destaque na década de 1910.
Também conhecido como "o cometa californiano", foi o primeiro jogador do oeste dos Estados Unidos a consagrar-se campeão no US Championships. Foi o primeiro norte-americano a chegar a uma final em Wimbledon, em 1913, quando perdeu para Anthony Wilding, na primeira final "estrangeira" do torneio. Seu jogo se baseava em potentes saques planos e smashes e voleios perfeitos, captando a atenção do público acostumado a ver um jogo de velocidade moderada e jogado desde o fundo da quadra. Seu estilo atraiu muitos espectadores novos, que deixaram de ver o tênis como um jogo delicado e passaram a ver ao esporte como um jogo de velocidade, resistência e talento.
Pelo Desafio Internacional de Tênis, defendeu os Estados Unidos entre 1909 e 1914, sendo campeão em 1911 e 1913.
Teve seu nome de incluso no International Tennis Hall of Fame em 1957, ainda em vida.

## Grand Slam finais

### Simples: (2 títulos, 4 vices)
| Resultados | Ano  | Campeonato         | Oponente                | Placar                  |
| ---------- | ---- | ------------------ | ----------------------- | ----------------------- |
| Vice       | 1911 | U.S. Championships | William Larned          | 4–6, 4–6, 2–6           |
| Campeão    | 1912 | U.S. Championships | Wallace F. Johnson      | 3–6, 2–6, 6–2, 6–4, 6–2 |
| Vice       | 1913 | Wimbledon          | Anthony Wilding         | 6–8, 3–6, 8–10          |
| Campeão    | 1913 | U.S. Championships | Richard Norris Williams | 6–4, 5–7, 6–3, 6–1      |
| Vice       | 1914 | U.S. Championships | Richard Norris Williams | 3–6, 6–8, 8–10          |
| Vice       | 1915 | U.S. Championships | Bill Johnston           | 6–1, 0–6, 5–7, 8–10     |

### Duplas (3 títulos)
| Resultado | Ano  | Campeonato                  | Piso  | Parceiro  | Oponentes                       | Placar             |
| --------- | ---- | --------------------------- | ----- | --------- | ------------------------------- | ------------------ |
| Campeão   | 1912 | U.S. National Championships | Grass | Tom Bundy | Raymond Little Gustave Touchard | 3–6, 6–2, 6–1, 7–5 |
| Campeão   | 1913 | U.S. National Championships | Grass | Tom Bundy | John Strachan Clarence Griffin  | 6–4, 7–5, 6–1      |
| Campeão   | 1914 | U.S. National Championships | Grass | Tom Bundy | George Church Dean Mathey       | 6–4, 6–2, 6–4      |